# Food Wars!
Food Wars! (食戟のソーマ, Shokugeki no Sōma, litt. Soma le chef duelliste) est un manga culinaire écrit par Yūto Tsukuda et dessiné par Shun Saeki, avec la participation de Yuki Morisaki pour les plats. Il est prépublié entre novembre 2012 et juin 2019 dans le magazine Weekly Shōnen Jump de l'éditeur Shūeisha et est compilé en un total de 36 tomes. La version française est publiée par Tonkam depuis septembre 2014.
Une adaptation en série télévisée d'animation produite par le studio J. C. Staff est diffusée sur MBS au Japon. La série est composée de cinq saisons diffusées à partir d'avril 2015. Dans les pays francophones, les deux premières saisons de la série ont été diffusées en simulcast par Anime Digital Network et en version originale sous-titrée sur la chaîne J-One depuis mai 2016. La série est ensuite diffusée en simulcast sur Crunchyroll. La série a également été éditée en DVD et Blu-ray par Kazé.
En mars 2020, le tirage total de la série s'élève à 20 millions d'exemplaires.

## Synopsis
Sôma Yukihira rêve de devenir chef cuisinier dans le restaurant familial et ainsi surpasser les talents culinaires de son père. Alors que Sôma vient juste d'être diplômé au collège, son père Jôichirô Yukihira ferme le restaurant pour partir cuisiner à travers le monde. L'esprit de compétition de Sôma va alors être mis à l'épreuve par son père qui lui conseille de rejoindre une école d'élite culinaire, où seuls 10 % des élèves sont diplômés. Sôma va-t-il parvenir à atteindre son objectif ?

## Personnages

### Personnages principaux
Sôma Yukihira (幸平 創真, Yukihira Sōma)
Voix japonaise : Yoshitsugu Matsuoka, voix française : Bastien Bourlé
Sôma est le fils de Jôichirô, le propriétaire du restaurant familial Yukihira. Il travaillait également au restaurant jusqu'à ce que celui-ci ferme pour une durée de trois ans. Il est alors amené par son père à rejoindre l'Académie culinaire de Tootsuki, l'une des plus prestigieuses dans le monde. Rêvant de surpasser son père en cuisine et de prendre la succession de ce dernier au restaurant, Sôma va se battre pour devenir le numéro 1 de cette école d'élites, malgré une forte discrimination et le scepticisme de ses rivaux envers lui. Il est un résident du dortoir de l'Étoile Polaire. Il siège désormais à la 1re place du conseil des 10 après la défaite de la centrale d'Azami Nakiri. Il est capable de cuisiner des mets délicieux mais comme son père, il calme son stress en préparant des plats immondes qu'il fait manger à son entourage. Il veut battre enfin son père (qui mène 489 victoires à 0) en cuisine et reprendre le restaurant familial. Devenu Premier Siège, Soma estime qu'il n'a pas encore le niveau de son père alors que ce dernier l'assure qu'il l'a depuis longtemps.
Erina Nakiri (薙切 えりな, Nakiri Erina)
Voix japonaise : Risa Taneda (saisons 1 et 2) puis Hisako Kanemoto (saisons 3 à 5), voix française : Marie Nonnenmacher
Erina est la directrice actuelle de l'académie Tootsuki après sa victoire sur l’administration de son père Azami (Avant elle était le 10e siege du conseil des 10). Elle est la petite fille du créateur de l'Académie. Joyau de la couronne de l'Académie culinaire Tootsuki, Erina est célèbre pour son "palais divin". Elle goûte depuis son enfance la nourriture des restaurants les plus populaires du Japon et est capable de différencier et d'identifier chaque ingrédient d'un plat, ainsi que l'état dans lequel il a été utilisé (confiture, jus, huile…). Son talent va même jusqu'à différencier la provenance d'un produit comme le sel par exemple, dont elle peut donner l'origine de production sans hésitation. Elle a un fort préjugé envers d'autres élèves en fonction de leur statut social. Elle est à la fois crainte et respectée par de nombreux étudiants sauf Sôma dans l'Académie. Au début, elle a une forte rivalité antagoniste avec Sôma en raison de leurs différences et espérait son renvoi de l'école. Ne serait-ce qu'à cause du statut social du jeune homme (un restaurant de quartier), de son absence de crainte envers elle voire de la façon familière dont il lui parle et la taquine parfois. Elle est d'une nature très arrogante et méprisante. Petit à petit, elle s'humanise au fil de l'aventure et elle devient bien plus ouverte d'esprit, reconnaissant les talents de Sôma et finit par développer des sentiments à son égard.
Megumi Tadokoro (田所 恵, Tadokoro Megumi)
Voix japonaise : Minami Takahashi, voix française : Valérie Bachère
Mégumi est l'une des principales héroïnes du manga. Originaire d'une station externe neigeuse au Japon, Mégumi est entrée à l'Académie culinaire Tootsuki pour réaliser son rêve, qui est de devenir un grand chef et rendre ainsi sa famille et ses amis fiers d'elle. Malheureusement, malgré ses compétences en cuisine, sa timidité et son anxiété lorsqu'elle cuisine en public sont pour elle un handicap sérieux au point que ses mauvaises notes ont failli lui valoir le renvoi de l'école. Cependant, après avoir fait équipe avec Sôma Yukihira et montré ses talents culinaires incroyables et des méthodes créatives de cuisine, Mégumi commence à croire en elle-même et avoir confiance en ses compétences. Elle excelle également en gestion de salle et peut assurer à elle seule le service d'une salle bondée. Elle devient la partenaire ainsi que l'amie de Sôma à travers la série. Après la victoire sur l’administration d’Azami, elle devient le nouveau no 10 du conseil des 10.
Takumi Aldini (タクミ・アルディーニ, Takumi Aldīni)
Voix japonaise : Natsuki Hanae, voix française : Arnaud Laurent
Takumi est un cuisinier venu d'Italie pour étudier à Tootsuki. Il a été envoyé par son père qui, après avoir vu son talent, a pensé qu'il n'arriverait pas à progresser s'il restait auprès de lui. Très proche d'Isami son frère jumeau, tous deux cuisinent en parfaite harmonie lorsqu'ils sont en duo. Ayant suivi un parcours culinaire presque identique à celui de Sôma, il considère ce dernier comme un rival sérieux à battre. Après la victoire sur l’administration d’Azami, il devient le nouveau no 7 du conseil des 10.
Jōichirō Yukihira (幸ゆき平ひら 城じょう一いち郎ろう, Yukihira Jōichirō)
Voix japonaise : Rikiya Koyama, voix française : Martial Le Minoux
Père de Sôma. Il faisait également partie de l'étoile polaire avec Gin Dojima et Azami Nakamura. Il était le meilleur élève de Totsuki mais à cause de son manque de discipline il n'occupait que le second siège. Par la faute de sa cuisine qui balayait tout sur son passage, il était surnommé le "Démon". Il fait une grave dépression nerveuse, peinant de plus en plus à répondre aux exigences de sa clientèle. Il finit par quitter l'académie sur les conseils de Senzaemon qui lui enjoint de trouver un sens à sa vie avant de reprendre ses études. Revenu au Japon, il entre par hasard au restaurant de quartier Yukihira où il tombe lentement amoureux de la fille du propriétaire et y revient régulièrement. Il finit par l'épouser, en prend le nom et retrouve le gout de la cuisine. Son épouse meurt d'une crise cardiaque peu après la naissance de Soma qui montre très tôt de grandes aptitudes pour la cuisine. Mais il refuse dans un premier temps de lui permettre d'en faire son métier. Il préfère attendre que Soma aille au lycée pour lui permettre d'entrer à Totsuki.
Akira Hayama (葉山 アキラ, Hayama Akira)
Voix japonaise : Junichi Suwabe, voix française : Emmanuel Rausenberger
Akira est réputé comme étant l'élève le plus brillant de sa génération. Orphelin d'origine indienne, il est recueilli par Jun Shiomi et adopté par son professeur référent dont il a pris le nom. Il sert d'assistant à Jun dans ses recherches sur les épices. Ses connaissances pratiques doublées d'un odorat hors norme lui permettent d'élaborer des plans olfactivement et gustativement irrésistibles. Il remporte les élections d'Automne face à Soma et Ryo.
Hayama rejoint alors la Centrale d'Azami pour ne pas perdre les données scientifiques collectées par Jun et devient le 9e siège provisoire. Il est l'adversaire de Soma lors des examens de passage en première mais perd contre ce dernier, ayant oublié le principe de base de savoir pour qui il compte réellement cuisiner. Azami le renvoi de l'académie immédiatement. Il devient membre définitif du Conseil au 4e rang.
Senzaemon Nakiri (薙切 仙左衛門, Nakiri Senzaemon)
Senzaemon est le patriarche de la famille et le proviseur indiscuté de Totsuki. Gestionnaire de grand talent, il est sévère mais juste, appliquant à la lettre son propre règlement. Véritable gardien du temple, il est constamment vêtu d'un kimono sauf quand il fait son jogging. Il ne sait pas cuisiner mais il reconnait la qualité des plats qui lui sont proposés. Il perd ainsi des pièces de vêtement quand il est véritablement séduit par un plat et son degré de nudité est en rapport direct avec le talent de la cuisine proposée. Senzaemon est affligé de voir sa fille Mana être victime de son propre pouvoir de Palais Divin. Sachant qu'Erina en dispose aussi, il se met à écumer le monde entier pour réunir la Génération Diamant, de jeunes talent culinaires en devenir et les fait venir d'une façon ou d'une autre à Totsuki, espérant les voir devenir des grands chefs ayant assez de talent pour satisfaire les exigences culinaires de sa petite fille. Senzaemon est victime d'un coup d'État de la part de son beau-fils Azami et démis de ses fonctions. À la retraite, il veille encore à l'impartialité des épreuves qui attendent les rebelles contre la Centrale. À la chute d'Azami, il pousse Erina à lui succéder, s'estimant soulagé par sa mise à la retraite. C'est lui qui a poussé le père de Soma à l'inscrire à Totsuki. Il a aussi poussé les parents Aldini à envoyer leurs enfants au Japon et il a aussi repéré Hayama quand il vivait encore en Inde.

### Antagonistes
Azami Nakiri (薙切 薊, Nakiri Azami)
Voix japonaise : Sho Hayami, voix française : Julien Chatelet
Né Nakamura, il est le père d'Erina Nakiri, ancien 1er siège et ancien résident de l'Étoile polaire. Cadet de Joichiro qu'il vénère, il souhaite standardiser la gastronomie internationale, considérant que les profanes (qu'il surnomme "porcs") n'y connaissant rien poussent les chefs toujours plus loin sans motif, les rendant responsables du départ de Joichiro de Totsuki. Pour ce faire, il endoctrine sa fille et souhaite se servir de son palais divin comme instrument de son dessein : faire fermer tous les restaurants du pays qui n'appliqueraient pas ses règles. Il est donc directement responsable du tempérament glacial de sa fille.
Il parvient à évincer son beau père du poste de doyen de Totsuki et instaure une nouvelle gouvernance appelée "Centrale" chargée de définir les standards gastronomiques que les élèves auront à suivre sans poser de question. Provoqué en duel de régiment par sa fille et les rebelles restants, il accepte quand Joichiro accepte de se mettre à son service en cas de défaite des rebelles. Il échoue, et réalise son erreur quand Joichiro lui confirme être heureux et épanoui. Azami est aussi le père génétique d'Asahi Saiba qu'il a eu d'une relation de passage. Ayant épousé une fille Nakiri, il a aussi hérité de pouvoirs issus de la famille comme de dévêtement de Senzaemon mais aussi l'irradiation de sa femme.
Asahi Saiba (才さい波ば 朝あさ陽ひ, Saiba Asahi)
Voix japonaise : Jun Fukuyama
Dernière recrue des professeurs de Totsuki sous le nom de Suzuki, il est en réalité le chef des cuisiniers noirs, groupe de chefs d'élite au service des milieux mafieux. Il a pour objectif d'épouser Erina Nakiri, la considérant comme la plus grande des femmes. Se considérant lui-même comme le plus grand des hommes, il estime que seul lui a ce droit et compte le prouver en la battant lors du tournoi BLUE.
Orphelin, il rencontra Joichiro alors que celui ci était venu cuisiner dans son centre. Pris d'affection, Joichiro le prend sous son aile et lui apprend à cuisiner. Empli de reconnaissance, Asahi décide d'adopter son patronyme. Joichiro doit néanmoins cesser ses visites au décès de sa femme, ce qu'Asahi lui reproche amèrement.
Il dispose d'une capacité appelée "Cross Knives". Elle lui confère la faculté d'absorber la connaissance culinaire de n'importe quel chef en tenant un couteau lui appartenant. Il perd en demi finale du BLUE contre Soma, ses plats étant jugés sans émotion. Il décide après avoir discuté avec Soma et Joichiro de partir chercher sa touche personnelle.
L'épilogue révèle qu'il est en réalité le fils illégitime d'Azami Nakiri et donc le demi-frère d'Erina Nakiri. Il est accueilli par cette dernière dans la famille et adopte leur patronyme.
Mana Nakiri (薙切 真凪, Nakiri Mana)
Voix japonaise : Māya Sakamoto
Mère d'Erina Nakiri, elle possède comme sa fille le palais divin. Néanmoins cela l'a conduite à être victime d'un véritable fanatisme culinaire, étant progressivement incapable d'avaler quoi que ce soit sans régurgiter, devant être nourrie par intraveineuse. Elle a abandonné sa fille pendant son enfance pour rechercher un plat digne de ses standards irréalistes, et considérant le palais divin comme une capacité inutile.
Il est par la suite révélé qu'elle est la directrice du tournoi BLUE. Elle choisit intentionnellement d'handicaper sa fille en lui opposant un cuisinier noir à chaque round.
Lors de la finale, les efforts titanesques que Soma entreprend pour faire dire à sa fille que sa cuisine est bonne lui font réaliser que la cuisine est avant tout faite pour satisfaire au mieux les personnes les plus proches de soi, la guérissant de son trouble. Elle réintègre le clan familial à l'issue du tournoi.

### Résidents de l’Étoile Polaire
L'Étoile Polaire est un dortoir de Totsuki établi dans un manoir de style européen. Le bâtiment a mauvaise réputation à cause de sa gérante qui impose aux nouveaux élèves une épreuve culinaire dont elle est la seule juge. Ceux qui échouent se voient contraints de dormir dans la grange tant qu'ils n'ont pas satisfait la gérante. Megumi a ainsi du rester trois mois à l'extérieur avent de réussir à y avoir une chambre. Soma Yukihira lui a réussi l'épreuve du premier coup.
Administrativement, le dortoir est une section autonome depuis qu'à la génération précédente, il a abrité l'essentiel des membres du Conseil des 10 maîtres. Au début de l'histoire, seul Satochi, le 7e siège en est membre. Les élèves sont tenus en théorie de respecter les lieux et de ne pas s'y livrer à des expériences culinaires mais personne ne respecte cette règle et le dortoir abrite un élevage clandestin de gibier, un fumoir clandestin, une cave à levures clandestine, un alambic clandestin…
Yuki Yoshino (吉野 悠姫, Yoshino Yuki)
Voix japonaise : Maaya Uchida, voix française : Marie Nonnenmacher
Yuki est étudiante à l'Académie culinaire de Tootsuki et une résidente de l'Étoile Polaire. Elle, ainsi que les autres étudiants résidents du dortoir, se lie rapidement d'amitié avec Sôma Yukihira. Elle est consciente du talent de Sôma comme étant l'un des plus beaux et uniques de tous après avoir été témoin avec Satoshi d'un plat que Sôma leur a cuisiné. Elle est également colocataire et amie avec Mégumi Tadokoro et Ryôko Sakaki. c'est une spécialiste des gibiers. Elle a reçu le titre « la petite chasseuse rouge ».
Ryôko Sakaki (榊 涼子, Sakaki Ryōko)
Voix japonaise : Ai Kayano, voix française : Pascale Chemin
Ryôko est une étudiante à l'Académie culinaire de Tootsuki et une résidente de l'Étoile Polaire. C'est une spécialiste de la fermentation qui, après le concours d'automne, a reçu le titre de "Matriarche de la fermentation".
Shun Ibusaki (伊武崎 峻, Ibusaki Shun)
Voix japonaise : Taishi Murata, voix française : Arnaud Laurent
C'est l'un des personnages que Sôma rencontre en arrivant dans le dortoir de l'école. Au début, il n'est pas très bavard et semble cacher quelque chose. On ne voit pas ses yeux, qui sont cachés par sa chevelure. C'est un spécialiste du fumage d'où son surnom de « prince du fumage ».
Zenji Marui (丸井 善二, Marui Zenji)
Voix japonaise : Yūsuke Kobayashi, voix française : Bruno Meyere
Zenji est un personnage assez déroutant. Il est plutôt connu pour ses lunettes qu'il remonte sans arrêt, et n'est pas spécialiste d'une cuisine spécifique. Pourtant, cela ne le désavantage pas car c'est un connaisseur. C'est une encyclopédie vivante de la cuisine ce qui fait de lui un "spécialiste" en son genre. Son surnom est donc"le professeur du goût".
Daigo Aoki (青木 大吾, Aoki Daigo) et Shōji Satō (佐藤 昭二, Satō Shōji)
Voix japonaise : Junichi Yanagita et Kengo Kawanishi, voix française : Bruno Meyere et Jérémy Zylberberg
Ce sont les deux derniers membres de l'Étoile polaire. On connaît peu de choses sur eux mis à part qu'ils se chamaillent souvent, bien que s'appréciant beaucoup. Sans être vraiment forts, ils ne sont pas faibles non plus étant donné qu'ils ont réussi à s'en sortir lors des examens où les pires élèves sont renvoyés.

### Personnages secondaires
Hisako Arato (新戸 緋沙子, Arato Hisako)
Voix japonaise : Saori Ōnishi, voix française : Mélanie Anne
Hisako est la « secrétaire » et la meilleure amie d'Erina Nakiri. Elle lui est totalement loyale et est toujours là pour l'aider, s'occupant entre autres d'organiser les diverses tâches qui ont été assignées à Erina, tout comme cette dernière elle n'apprécie pas le caractère de Soma. Après sa défaite contre Akira Hayama, lors du quart de finale du 43ème tournoi annuel de l'Élection d'Automne de Tōtsuki, elle se juge indigne de rester avec Erina et prend ses distances, cependant Soma la convainc de revenir vers elle et à se tenir à ses côtés et non derrière, depuis leurs interactions sont beaucoup plus amicales, ce qui surprend Erina. Hisako se spécialise dans la cuisine médicinale, utilisant principalement des ingrédients de la médecine traditionnelle chinoise.
Isami Aldini (イサミ・アルディーニ, Isami Aldīni)
Voix japonaise : Yūki Ono, voix française : Grégory Laisné
Isami est le frère jumeau de Takumi. Son talent étant inférieur à celui de son frère, il travaille dur pour rester à son niveau et un jour le surpasser. D'apparence rondouillarde en temps normal, il a tendance à perdre énormément poids durant l'été le rendant méconnaissable.
Ikumi Mito (水戸 郁魅, Mito Ikumi)
Voix japonaise : Shizuka Ishigami, voix française : Jessie Lambotte
Le premier duel de Sôma s'est joué contre elle, et il l'a battue à plate couture. Elle avait fait la promesse d'intégrer le club de donburi qu'elle avait défié afin de pouvoir raser le bâtiment. Ikumi était également la protégée d'Erina Nakiri. Elle est spécialisée dans la viande. Depuis son échec au duel avec Sôma, elle a des sentiments à son égard, et Erina s'est totalement désintéressée d'elle. Elle est également surnommée Nikumi (en référence à niku, qui signifie viande en japonais), surnom qu'elle déteste.
Alice Nakiri (薙切 アリス, Nakiri Arisu)
Voix japonaise : Chinatsu Akasaki, voix française : Caroline Combes
C'est la cousine d'Erina. Experte en cuisine moléculaire, elle a commencé à étudier celle-ci pour vaincre Erina. Elle écrivait souvent à Erina mais n'a jamais eu de réponse car son oncle détruisait toutes les lettres. Sa mère est scandinave. Après la victoire sur l’administration d’Azami, elle devient le nouveau no 6 du conseil des 10.
Ryô Kurokiba (黒木場 リョウ, Kurokiba Ryō)
Voix japonaise : Nobuhiko Okamoto, voix française : Bruno Meyere
Ryô est le partenaire d'Alice Nakiri. Il a grandi au bord de la mer et a toujours considéré le monde culinaire comme une guerre qu'il faut gagner et la cuisine comme une arme. Quand un défi culinaire se propose à lui, il n'hésite pas à passer du garçon posé et sombre au guerrier effrayant et empli de méchanceté. Après la victoire sur l’administration d’Azami, il devient le nouveau no 5 du conseil des 10.
Jun Shiomi (汐見 潤, Shiomi Jun)
Voix japonaise : Mikako Takahashi, voix française : Jessie Lambotte
Professeur, ancien 5e siège et diplômée de Totsuki, elle est experte en épices. Totalement absorbée par ses recherches, elle en oublie régulièrement de manger, s'endort en travaillant et d'une manière générale est incapable de s'occuper d'elle-même. Elle a recueilli Hayama enfant, lequel lui voue une reconnaissance éternelle et lui est totalement dévoué. Ancienne résidente de l'étoile polaire pendant ses années d'études, elle était la principale cible des ratages de Joichiro, la traumatisant à un tel point qu'elle refuse même d'adresser la parole à Soma.
Gin Dojima (堂どう島じま 銀ぎん, Dōjima Gin)
Voix japonaise : Takehito Koyasu, voix française : Jérémy Zylberberg
Diplômé et ancien 1er siège du conseil des 10, il dirige le complexe hôtelier Totsuki. Meilleur ami de Joichiro, il le reconnaît comme lui étant supérieur. Il est régulièrement chargé lors de divers événements d'évaluer les étudiants. Il empêche également l'exclusion de Megumi lors de son duel officieux contre Kojiro.
Kojiro Shinomiya (四しの宮みや 小こ次じ郎ろう, Shinomiya Kojirō)
Voix japonaise : Yūichi Nakamura, voix française : Martial Le Minoux
Diplômé et ancien 1er siège du conseil des 10, c'est un expert en légumes. Désireux de s'imposer en France, pays de la gastronomie, il s'y envole dès son diplôme en poche. Il parvient à obtenir très rapidement son propre restaurant, mais il souffre du fait que ses équipes discutent ses ordres et modifient ses recettes dans son dos, peu enclins à obéir à un japonais. Il devient par la suite extrêmement cassant et n'écoute plus personne à part lui-même. Il gagne plus tard le prix pluspol mais sent que sa cuisine régresse, ayant perdu la passion. Gin Dojima parvient à lui faire réaliser à la suite d'un duel contre Megumi et Soma.
Il ouvre par la suite une succursale de son restaurant et accueille Soma en stage. Il organise également un concours de recettes pour étendre sa carte. Soma échoue, mais Kojiro lui propose d'améliorer son plat pour qu'il soit digne de sa carte.
Subaru Mimasaka (美み作まさか　昴すばる, Mimasaka Subaru)
Voix japonaise : Hiroki Yasumoto, voix française : Jérémy Zylberberg
Grand et massif, il est étudiant à Totsuki et réputé avoir remporté 100 duels d'affilée. Fils de restaurateur, il se découvre très jeune un don pour la copie, étant capable de reproduire tous les plats de son père. Celui-ci le rabrouant ouvertement pour son manque d'originalité, Subaru l'affronte et le bat avec une de ses propres recettes et une simple petite amélioration de son cru. Fuit par son propre père n'ayant supporté sa défaite, il part à Totsuki avec comme seul objectif d'écraser un à un tous les étudiants et leur prenant leur couteau favori en gage. Il étudie soigneusement les moindres détails de ses "proies" et les bat avec leurs propres plats modifiés par ses soins.
Il bat Takumi Aldini en quart de finale des élections d'automne mais perd face à Soma, incapable d'évaluer l'étendue de son expérience et évolution. Il rejoint les rebelles face à l'administration Azami mais perd dès son premier match. Admis au conseil après la victoire des rebelles, il en démissionne rapidement afin de s'entraîner. Il se donne alors pour objectif de prendre le siège de son ancien commanditaire Eizan avec une recette de son propre cru.

### L'académie Tootsuki
Situé à Tokyo, l'académie culinaire de Totsuki est la plus cotée et la plus prestigieuse du pays et du monde entier. Son domaine privé est immense et compte de nombreux bâtiments, de même qu'un moulin et un dôme de spectacles. Un vélo ou un scooter sont recommandes dans la scolarité pour s'y déplacer. Son accès est difficile mais ouvert à tous en théorie. Mais seuls ceux qui satisfont aux épreuves d'accès ainsi qu'aux entretiens peuvent s'y inscrire. L'académie est avant tout fréquentée par les héritiers des plus grands restaurants de la planète et des grands groupes alimentaires. Mais son proviseur, Senzaemon Nakiri, n'a aucun problème à y inscrire des postulants issus de milieux populaires à condition qu'ils passent les épreuves éliminatoires.
L'académie compte un collège et un lycée dont les professeurs sont tous de grands professionnels japonais ou étrangers. Soma Yukihira ne fréquente pas le collège et entre directement au lycée.
La scolarité est très exigeante et les épreuves éliminatoires y sont nombreuses.
La première épreuve éliminatoire est le Camp de l'Amitié. En fait, un stage d'une semaine dans un "camp de vacances" ou des épreuves variées attendent les élèves. Chaque épreuve est sanctionnée d'un renvoi de l'académie en cas d'échec. Les élèves y découvrent ce qui les attendent dans la vie professionnelle comme les cadences infernales, les horaires décalés, les exigences des clients potentiels. Un tiers des élèves en moyenne sont exclus au terme de l'épreuve.
Les sélections d'automne ne sont pas éliminatoires. C'est une compétition pour désigner le meilleur élève de seconde. Les meilleurs postulants qui se sont révélés lors du Camp précédent sont répartis en deux groupes de 60 candidats qui s'affrontent sur un thème donné. Les candidats de seconde de cette année ont pour thème le Curry comme épreuve. Chaque groupe permet à 4 candidats de se qualifier qui s'affrontent ensuite par paire jusqu'à la finale. Soma Yukihira se qualifie pour la finale mais perd contre Akira Hayama et Ryo Kurokiba (leur demi-finale s'était terminée sur un match nul). En tant que membre du Conseil des 10 maîtres, Erina Nakiri est une organisatrice et ne peut donc pas participer.
Le stage annuel obligatoire envoie les élèves dans des restaurants, des collectivités ou des industries agro-alimentaires ou ils sont pour la première fois confrontés au monde du travail réel. Ils doivent répondre aux attentes de leurs maîtres de stage mais ils doivent aussi apporter un plus à l'établissement. Ils sont évalués en secret sur place et même leurs réseaux sociaux sont scrutés pour écarter les élèves qui se révèlent insultants. Chaque stage dure une semaine et les élèves en enchainent 4 durant un mois entier.
Le festival d'automne est éliminatoire mais les élèves ne sont pas tenus d'y participer. Il permet aux volontaires de tenir, seul ou à plusieurs, des stands culinaires ouverts 5 jours entier au public ou ils proposent leurs spécialités à la vente. Ils doivent aussi veiller à l'hygiène des lieux et ils sont tenus pour responsables en cas d'intoxication alimentaire. Les élèves tenant des stands au résultat final déficitaire sont exclus.
Les examens de passage en première ont lieu à la fin du second trimestre. Traditionnellement, ils se déroulent à Hokkaido ou l'académie possède de nombreux établissements de luxe ou ont lieu les épreuves. Les élèves franchissant une étape montent de plus en plus vers le nord ou a lieu l'épreuve finale. L'académie y possède aussi son propre réseau ferroviaire aux embranchement multiples. De fait, les élèves ne savent pas à l'avance ou ils seront jugés à chaque étape. L'étape finale est l'île de Rebun, au nord ouest de l'archipel ou se retrouvent les rescapés. C'est ici qu'a lieu le Régiment de Cuisine qui doit déterminer l'avenir de Totsuki.

### Conseil des dix maîtres
Le Conseil des dix Maîtres est à la fois le rassemblement des 10 meilleurs élèves de l'académie tous niveaux confondus mais aussi le véritable bureau exécutif de cette dernière. Il a tout pouvoir de décisions et elles s'imposent également au proviseur lui-même. Ainsi Senzaemon Nakiri lui-même est révoqué quand 6 des 10 maîtres apportent leur soutien à Azami Nakiri. Le Conseil est renouvelé tous les ans pour pallier le départ des récents diplômés. Les places sont attribuées selon un barème tenant compte des notes académiques, des aptitudes personnelles, du comportement scolaire ainsi que du charisme personnel de l'élève. Un classement provisoire est établi lors des renouvellement et les places définitives sont attribuées après accords ou affrontements culinaires entre les élèves. Il est possible de conquérir un siège si son titulaire le mise et perd lors d'un duel de Chef. Doté de 10 sièges, le Conseil pourrait à l'avenir être étendu à 12, Erina Nakiri estimant que sa secrétaire Hisako et Isami Aldini ont les capacités pour le rejoindre.
Etsuya Eizan (叡山 枝津也, Eizan Etsuya)
Voix japonaise : Tomokazu Sugita, voix française : Emmanuel Rausenberger
Etsuya occupe actuellement le 8e siège du Conseil des dix maîtres (avant, il était le 9e siège). Il est devenu un consultant culinaire, alors même qu'il était encore un adolescent. Eizan a eu de nombreux accomplissements dans le passé. Le succès d'une industrie alimentaire repose sur ses consultations précises. Réputé pour son esprit vif et sa prudence, Eizan a gagné le respect non seulement du personnel de l'Académie et des étudiants, mais aussi d'une partie des entreprises culinaire qu'il a aidé à s'épanouir. Il a traité près de 500 cas à lui tout seul. Après avoir appris par son client, Kinu Nakamozu, le propriétaire de la Mozuya Karaage, que son magasin spécialisé de Kaarage était battu par le héros local, Sôma Yukihira, Eizan devient un autre antagoniste principal de Sôma dans l'Académie. Chaud Partisan d'Azami, Etsuya n'hésite pas à soudoyer les juges des duels de chef pour éliminer les clubs rebelles plus rapidement. Il sait aussi piéger ses propres plats pour nuire par ricochet à ceux de ses adversaires. Il se fait battre par Sôma au chapitre 147, mais il ne se battait pas sérieusement. Il est dit par Rindo que si Eizan se battait sérieusement, il pourrait être placé plus haut dans le conseil. Lors du régiment de cuisine, il est éliminé d'entrée par Takumi Aldini.
Terunori Kuga (久我 照紀, Kuga Terunori)
Voix japonaise : Yūki Kaji, voix française : Alan Aubert
Terunori occupe actuellement le 3e siège du Conseil des dix après la victoire sur l’administration d’Azami (avant, il était le 8e siège). Il est spécialiste de la cuisine chinoise de Sichuan, son plat signature étant le mapo doufu. Il dirige le club de cuisine chinoise où les membres cuisinent en parfaite synchronisation et sont capables de produire des plats tout à fait identiques. Il aidera plus tard Sôma pour son shokugeki face à Akira. Kuga a beaucoup de charisme et sait l'utiliser même auprès de Soma qu'il soutient en sous-mains. Opposé à Azami, il est poussé à la démission ce qui le jette dans la rébellion contre la Centrale. Kuga est éliminé dès son premier combat contre Tsukasa.
Satoshi Isshiki (一色 慧, Isshiki Satoshi)
Voix japonaise : Takahiro Sakurai, voix française : Grégory Laisné
Satoshi est étudiant à l'Académie culinaire de Tootsuki ainsi qu'un résident de l'Étoile Polaire dont il est le leader du groupe.il aime bien jardiner nu il y passe beaucoup de temps. Il occupe actuellement le 2e siège du Conseil des dix maîtres après la victoire sur l’administration d’Azami (avant, il était le 7e siège). Satoshi est célèbre d'une part pour ses talents de cuisinier étranges mais également pour sa personnalité bienveillante. Il aime également encourager ses amis de l’Étoile Polaire à trouver leur propre voie pour leur avenir à travers la vie académique, afin que personne parmi son groupe ne soit expulsé de l'Académie et ait à en souffrir. Il est le seul membre du Conseil des dix maîtres à être impressionné par l'incroyable créativité de Sôma et ses compétences innovantes de cuisson qui peuvent transformer un plat ordinaire en un plat hors du commun. C'est aussi un ami d'enfance de Nene Kinokuni, la 9e siège du Conseil actuel. Satoshi est un administrateur hors pair et parvient à faire établir un code de bonne conduite pour éviter la corruption des duels de Chef avant son éviction par Azami. Satoshi élimine Julio, un conseiller provisoire avant d'être battu par Tsukasa.
Nene Kinokuni (紀ノ国 寧々, Kinokuni Nene)
Voix japonaise : Kana Hanazawa, voix française : Kaïna Blada
Nene occupe actuellement le 9e  siège du Conseil des dix (avant, elle était le 6e siège). Elle est spécialiste de la fabrication de soba et a reçu une éducation stricte dans tous les domaines japonais traditionnels. C'est une amie d'enfance de Satoshi Isshiki, le 2e siège du conseil actuel. Elle est éliminée par Soma dès son premier match.
Somei Saito (斎藤 綜明, Saitō Sōmei)
Voix japonaise : Katsuyuki Konishi
Somei occupait la cinquième place du Conseil des dix qu'il a quitté une fois diplômé. Il est le meilleur spécialiste de sushis de sa génération et cuisine avec le sabre qu'il porte toujours avec lui. Il soutient Azami car ce dernier lui donne l'occasion de prendre sa revanche sur les restaurateurs misogynes qui ont ruiné la carrière de chef sushi de sa mère. Il est très marqué par le bushido et base toute sa vie sur le code d'honneur des samouraïs. Il élimine Subaru mais est ensuite défait par Soma.
Momo Akanegakubo (茜ヶ久保 もも, Akanegakubo Momo)
Voix japonaise : Rie Kugimiya, voix française : Anna Lauzeray Gishi
Momo occupait la quatrième place du Conseil des dix. Elle est spécialiste en pâtisserie. Elle se promène toujours avec un ours en peluche dont elle arrache les pattes à chaque duel pour s'en servir comme gants de cuisine. Particulièrement condescendante, elle donne fréquemment des surnoms à ses fréquentations, mais uniquement si elle les estime en dessous d'elle. Dotée d'un don naturel lui permettant de faire autorité sur tout ce qui peut être défini comme Kawaii, elle a un schéma de pensée très proche d'Erina Nakiri. Au regiment de cuisine, elle élimine de peu Megumi avant d'être battue par Erina.
Tosuke Megishima (女木島 冬輔, Megishima Tōsuke)
Voix japonaise : Taiten Kusunoki
Tosuke occupait le troisième siège du Conseil des dix. Il est spécialiste des râmens. Il doit sa place au Conseil aux nombreuses victoires acquises en Duels mais il n'aime pas se battre ainsi. Il accepte d'aider Soma au régiment de cuisine quand ce dernier lui annonce vouloir que les petits restaurants restent ouverts dans tout le pays. Il est éliminé au second combat par Rindo. Sans s'en rendre compte, Tosuke se comporte dans la vie comme un véritable chef yakuza, la violence en moins et sa protection est recherchée par les petits restaurateurs.
Rindô Kobayashi (小林 竜胆, Kobayashi Rindō)
Voix japonaise : Shizuka Itō, voix française : Estelle Darazi
Rindô occupait le deuxième siège du Conseil des dix. Elle est une spécialiste des ingrédients rares (insectes, poissons ignorés ou reptiles) et est capable de sélectionner les meilleurs pour confectionner ses plats. Excessivement gourmande (elle a testé les 120 stands du festival de Totsuki en 5 jours), joviale et enjouée, elle est très proche d'Eishi, n'ayant rejoint la Centrale que dans le seul but de pouvoir définir le futur culinaire avec lui. Nullement attachée à l'administration Azami, elle fait plusieurs fleurs aux rebelles, notamment faisant passer leurs examens à Takumi et Megumi sans les affronter. A l'issue de sa scolarité, elle entre en guerre contre les cuisiniers noirs, allant jusqu'à renoncer à son invitation au Blue pour traquer et anéantir leurs filières d'approvisionnement.
Eishi Tsukasa (司 瑛士, Tsukasa Eishi)
Voix japonaise : Akira Ishida, voix française : Benoît Fort
Il occupait le premier siège du Conseil des dix maîtres de Tootsuki. Anxieux à l'extrême, il doute de tout en permanence à l'exception de la qualité de sa cuisine. En effet, même s'il est peureux, sa cuisine reste d'une immense puissance. Il est spécialiste en cuisine française. Il est méticuleux à l'extrême lorsqu'il s'agit de cuisiner. Il peut se montrer particulièrement égoïste, considérant que sa cuisine est la chose la plus importante qui existe, l'amenant à faire des propositions outrancières envers autrui (il ne comprend par exemple pas que Soma refuse de lui servir de second). Tsukasa élimine ainsi au régiment Kuga et Satoshi avant de perdre au dernier tour contre Erina et Soma.

## Les duels
Au sein de l'Académie, pour mesurer le talent d'un cuisinier ont lieu des duels. Ces duels ont également pour but de prouver la supériorité d'un cuisinier par rapport à un autre ou bien encore à obliger l'autre à réaliser quelque chose qu'il ne veut pas (fermeture de restaurant, expulsion...). Il existe deux types de duels: les duels de chefs officiels et les duels de chefs non officiels.

### Les duels de chefs officiels
Les duels officiels sont tenus par les étudiants de l'Académie culinaire de Tootsuki. C'est devenu un match de tradition où les élèves peuvent régler leur conflit lorsque celui-ci a atteint un point de non retour. C'est donc devenu une bataille tous azimuts pour chaque chef pour la décision décisive. Ces matchs sont le moment de tester le chef et prouver sa valeur dans l'Académie Totsuki. Ce type de duel est très prisé par les étudiants, en particulier par les membres du Conseil des dix maîtres.
Pour être valide, les rivaux doivent annoncer officiellement sa tenue, exposer leurs points de divergence ainsi que ce qui est mis en jeu. Les étudiants doivent miser une chose équivalente pour que le duel soit validé. Il se tient en public et entre 3 et 5 juges extérieurs à l'académie départagent les rivaux.

### Les duels de chefs non officiels
Le premier duel non officiel au sein de l'Académie se déroule entre Sôma Yukihira et Satoshi Isshiki, où celui-ci décide d'affronter Yukihira pour connaître son niveau. Ce duel se finit à égalité ; cependant, on apprend plus tard que Isshiki n'avait pas utilisé toutes ses capacités et qu'il aurait pu largement le battre. Ces duels ne sont pas autorisés en théorie mais même Gin Dojima en reconnait l'utilité pour trancher un litige sérieux quand une des parties prenants refuse sa tenue.
Un tel duel a lieu quand Soma conteste auprès de l'examinateur l'exclusion de Megumi après une épreuve du Camp de la Mort. Ce dernier refuse le duel mais est forcé de l'accepter quand Dojima s'en mêle. Soma et Megumi perdent ce duel mais l'examinateur est forcé de reconnaître ses torts.

## Manga
Un chapitre pilote est publié le 28 avril 2012 dans le magazine Shōnen Jump NEXT! d'été 2012. La série est ensuite publiée du 26 novembre 2012 au 17 juin 2019 dans le magazine Weekly Shōnen Jump,, et éditée en volumes reliés par Shūeisha depuis avril 2013.
La version française est publiée par Delcourt Tonkam depuis septembre 2014. La série est également éditée en Amérique du Nord par VIZ Media et par Tong Li Publishing à Taïwan.
| - « Introduction » (chapitres 1-13) - « Camp d'entraînement » (chapitres 14-34) - « Guerres karaage » (chapitres 35-38) - « Élection automnale de Tōtsuki » (遠月の秋の選抜) (chapitres 39-104) - « Stagiaire » (スタジエール) (chapitres 105-116) - « Festival du banquet lunaire » (月饗祭) (chapitres 117-134) - « Central » (chapitres 135-171) - « Examens de promotion » (chapitres 172-263) - « Enquête printanière chaude » (chapitres 264-276) - « Examens de plage » (chapitres 277-282) - « BLUE » (chapitres 283-315) |

## Anime
L'adaptation en série télévisée d'animation est annoncée sur la couverture du numéro de novembre 2014 du magazine Comics News de l'éditeur Shūeisha. La série est produite au sein du studio J. C. Staff avec une réalisation de Yoshitomo Yonetani, un script de Shogo Yasukawa, des compositions de Tatsuya Katō et un character design de Tomoyuki Shitaya. Sa diffusion débute le 3 avril 2015 sur MBS au Japon. Dans les pays francophones, la série est diffusée en simulcast par Anime Digital Network et est éditée en DVD et Blu-ray par Kazé en 2016. La première saison est disponible sur Netflix depuis 2018.
Une deuxième saison est annoncée en décembre 2015. Intitulée Second service (弐ノ皿, Ni no sara), celle-ci est diffusée du 2 juillet au 24 septembre 2016.
Une troisième saison est annoncée en juin 2017. Intitulée Troisième service (餐ノ皿, San no sara), la première partie est diffusée du 3 octobre au 19 décembre 2017 et la seconde partie du 8 avril au 24 juin 2018.
Une quatrième saison est annoncée en juin 2019. Celle-ci est diffusée entre octobre et décembre 2019.
Une cinquième saison est diffusée entre avril et septembre 2020.

### Liste des épisodes

#### Saison 1
| No                | Titre en français                         | Titre original                                             | Date de 1re diffusion |
| ----------------- | ----------------------------------------- | ---------------------------------------------------------- | --------------------- |
| 1                 | Un Désert sans fin                        | 果て無き荒野 Hatenaki kōya                                 | 3 avril 2015          |
| [Chapitre 1]      |                                           |                                                            |                       |
| 2                 | Le Palais divin                           | 神の舌 Kami no shita                                       | 10 avril 2015         |
| [Chapitres 1-2-3] |                                           |                                                            |                       |
| 3                 | Le Chef qui ne sourit jamais              | この料理人は笑いわない Kono ryōrijin wa warawanai          | 17 avril 2015         |
| [Chapitres 4-5]   |                                           |                                                            |                       |
| 4                 | Marie de l’Étoile Polaire                 | 極星の聖母 (マリア) Kyokusei no Maria                      | 24 avril 2015         |
| [Chapitres 6-7]   |                                           |                                                            |                       |
| 5                 | La reine de glace et l'ouragan printanier | 氷の女王と春の嵐 Kōri no joō to haru no arashi             | 1er mai 2015          |
| [Chapitres 8-9]   |                                           |                                                            |                       |
| 6                 | Le prédateur carnivore                    | 肉の侵略者 Niku no shinryaku-sha                           | 8 mai 2015            |
| [Chapitres 10-11] |                                           |                                                            |                       |
| 7                 | Donburi paisible et donburi enflammé      | 静かなる丼、雄弁な丼 Shizukanaru donburi, yūben'na donburi | 15 mai 2015           |
| 8                 | Une Symphonie de créativité               | 創造シンフォニー Hassō to sōzō no kyōsōkyoku               | 22 mai 2015           |
| 9                 | La Splendeur cachée des montagnes         | 山を彩る衣 Yama o irodoru i                                | 29 mai 2015           |
| 10                | La Recette parfaite                       | 至上のルセット Shijō no rusetto                            | 5 juin 2015           |
| 11                | Le Magicien venu de l'Est                 | 東から来た魔術師 Higashi-kara kita majutsushi              | 12 juin 2015          |
| 12                | Mémoires d’un plat                        | ひと皿の記憶 Hito sara no kioku                            | 19 juin 2015          |
| 13                | Les Œufs de l'aube                        | 夜明け前の卵たち Yoake mae no tamago-tachi                 | 26 juin 2015          |
| 14                | Métamorphose                              | メタモルフォーゼ Metamorufōze                              | 3 juillet 2015        |
| 15                | L'Homme qu'on surnommait "le démon"       | 『修羅』と呼ばれだ男 Syūra to yobareda otoko               | 17 juillet 2015       |
| 16                | Le Chef qui a parcouru le monde           | 万里を駆ける料理人 Manri o kakeru ryōrinin                 | 24 juillet 2015       |
| 17                | Fantastique karaage                       | 官能の唐揚げ Kannō no karaage                              | 31 juillet 2015       |
| 18                | Le karaage de l'adolescence               | 青春の唐揚げ Seishun no karaage                            | 7 août 2015           |
| 19                | Les Élus                                  | 選ばれし者 Erabareshi mono                                 | 14 août 2015          |
| 20                | L'Ascension du dragon agenouillé          | 龍は臥し、空へ昇る Ryū wa fushi, sora e noboru             | 21 août 2015          |
| 21                | L'Inconnu connu                           | 未知なる既知 Michi naru kichi                              | 28 août 2015          |
| 22                | Tout sauf banal                           | 日常を超えるもの Nichijō o koerumono                       | 4 septembre 2015      |
| 23                | La Fleur bourgeonnante                    | 花開く個の競演 Hana hiraku kono kyōen                      | 11 septembre 2015     |
| 24                | Le Festin des guerriers                   | 戦士たちの宴 Senshi-tachi no utage                         | 25 septembre 2015     |

#### Saison 2
| No      | Titre en français                | Titre original                               | Date de 1re diffusion |
| ------- | -------------------------------- | -------------------------------------------- | --------------------- |
| 1 (25)  | Les fondamentaux du bento        | その箱に詰めるもの Sono hako ni tsumeru mono | 2 juillet 2016        |
| 2 (26)  | Côté clair et côté obscur        | 交錯する光と影 Kōsakusuru hikari to kage     | 9 juillet 2016        |
| 3 (27)  | La génération diamant            | 『玉』の世代 Gyou no sedai                   | 16 juillet 2016       |
| 4 (28)  | Le traqueur                      | 追跡者 Tsuisekisha                           | 23 juillet 2016       |
| 5 (29)  | Le secret de la première bouchée | 一口目の秘密 Hitokuchime no himitsu          | 30 juillet 2016       |
| 6 (30)  | Demain sera un autre jour        | 朝はまた来る Asa wa mata kuru                | 6 août 2016           |
| 7 (31)  | Les bêtes s'entre-dévorent       | 喰らいあう獣 Kurai au kemono                 | 13 août 2016          |
| 8 (32)  | Un combat autour d'une saison    | 旬を巡る戦い Shun o meguru tatakai           | 20 août 2016          |
| 9 (33)  | Le sabre qui annonce l'automne   | 秋を告げる刀 Aki o tsugeru katana            | 27 août 2016          |
| 10 (34) | Une nouvelle perle               | 新たなる『玉』 Aratanaru Gyoku               | 3 septembre 2016      |
| 11 (35) | Les stagiaires                   | スタジエール Sutajiēru                       | 10 septembre 2016     |
| 12 (36) | Le retour du magicien            | 魔術師再び Majutsu-shi futatabi              | 17 septembre 2016     |
| 13 (37) | Magnificence                     | 威風堂々 Ifudōdō                             | 24 septembre 2016     |

#### Saison 3
| No      | Titre en français                    | Titre original                                | Date de 1re diffusion |
| ------- | ------------------------------------ | --------------------------------------------- | --------------------- |
| 1 (38)  | Défier les dix maîtres               | 十傑に挑む Jū suguru ni idomu                 | 3 octobre 2017        |
| 2 (39)  | Anesthésiant et relevé               | 麻と辣 Má' to `là                             | 10 octobre 2017       |
| 3 (40)  | Le festival Gekkyô                   | 月饗祭 Tsuki kyō sai                          | 17 octobre 2017       |
| 4 (41)  | La meute des lionceaux               | 若き獅子たちの群れ Wakaki shishitachi no mure | 24 octobre 2017       |
| 5 (42)  | Une table dans les ténèbres          | 翳りゆく食卓 Kageri yuku shokutaku            | 31 octobre 2017       |
| 6 (43)  | La souveraine captive                | 囚われの女王 Toraware no joō                  | 7 novembre 2017       |
| 7 (44)  | L'effondrement de l'académie         | 火蓋は切られた Hibuta wa kira reta            | 14 novembre 2017      |
| 8 (45)  | L'alchimiste                         | 錬金術師 アルキミスタ Arukimisuta             | 21 novembre 2017      |
| 9 (46)  | La chasse aux survivants             | 残党狩り Zan' tō gari                         | 28 novembre 2017      |
| 10 (47) | Un saumon frétillant                 | 鮭は踊る Sake wa odoru                        | 5 décembre 2017       |
| 11 (48) | Le chevalier blanc de la gastronomie | 食卓の白騎士 Shokutaku no shiro kishi         | 12 décembre 2017      |
| 12 (49) | Celui qui vise les sommets           | 頂を目指す者 Itadaki o mezasu mono            | 19 décembre 2017      |
| 13 (50) | Les examens de passage               | 進級試験 Shinkyū Shiken                       | 8 avril 2018          |
| 14 (51) | Train Tootsuki au départ             | 遠月列車は行 Tōtsuki-ressha wa Iku            | 15 avril 2018         |
| 15 (52) | Jeanne D'Arc se dresse               | 立ち上がる女騎士 Tachiagaru Onna Kishi        | 22 avril 2018         |
| 16 (53) | La revanche                          | リベンジ・マッチ Ribenji Matchi               | 29 avril 2018         |
| 17 (54) | Sur la corde raide                   | 旨味の綱渡り Umami no Tsunawatari             | 7 mai 2018            |
| 18 (55) | Cuisiner pour autrui                 | 誰が為に Dare ga Tame ni                      | 14 mai 2018           |
| 19 (56) | Déclaration de guerre                | 宣戦布告 Sensen Fukoku                        | 21 mai 2018           |
| 20 (57) | L'apprentissage d'Erina              | えりなの研鑽 Erina no Kensan                  | 28 mai 2018           |
| 21 (58) | L'explorateur                        | 荒野を拓く者 Kōya o Hiraku Mono               | 4 juin 2018           |
| 22 (59) | Vers la bataille décisive            | 決戦の地へ Kessen no Chi e                    | 11 juin 2018          |
| 23 (60) | Pour l'Étoile Polaire                | 極星寮を背負って Kyokuseiryō o Seotte         | 18 juin 2018          |
| 24 (61) | Ce qui pousse les plus forts         | 強者たる所以                                  | 24 juin 2018          |

#### Saison 4
| No      | Titre en français                  | Titre original                                 | Date de 1re diffusion |
| ------- | ---------------------------------- | ---------------------------------------------- | --------------------- |
| 1 (62)  | Ce que l'on veut protéger          | 守りたいもの Mamoritai mono                    | 11 octobre 2019       |
| 2 (63)  | Flash stroboscopique               | ストロボ、輝く Sutorobo kagayaku               | 18 octobre 2019       |
| 3 (64)  | Le régiment de l'espoir            | 希望の連帯 Kibō no Rentai                      | 25 octobre 2019       |
| 4 (65)  | Viser la victoire!                 | 勝利をねらえ！ Shōri o nerae!                  | 1er novembre 2019     |
| 5 (66)  | Vous êtes finis                    | 終わったぜ、お前 Owatta ze, omae               | 8 novembre 2019       |
| 6 (67)  | Une lame unique                    | 一本の刃 Ippon no Yaiba                        | 15 novembre 2019      |
| 7 (68)  | Deux reines                        | ふたりの女王 Futari no Joō                     | 22 novembre 2019      |
| 8 (69)  | Ton profil                         | 君の横顔 Kimi no Yokogao                       | 29 novembre 2019      |
| 9 (70)  | 1er et 2e sièges                   | 一席と二席 Isseki to ni Seki                   | 6 décembre 2019       |
| 10 (71) | Comment préparer un plat signature | 必殺料理の作り方 Hissatsu Ryōri no Tsukurikata | 13 décembre 2019      |
| 11 (72) | Chant d'espoir                     | 希望の唄 Kibō no Uta                           | 20 décembre 2019      |
| 12 (73) | Le nouveau Conseil des Dix         | 新生『遠月十傑』 Shinsei "Tōtsuki Jikketsu"    | 27 décembre 2019      |

#### Saison 5
| No      | Titre en français                      | Titre original                                | Date de 1re diffusion |
| ------- | -------------------------------------- | --------------------------------------------- | --------------------- |
| 1 (74)  | Un parfum d'imprévu                    | 学期末試験 Gakkimatsu Shiken                  | 10 avril 2020         |
| 2 (75)  | Les escarmouches d'avant-poste du Blue | エピソード2-青い前哨小隊 Ao no Zenshōsen      | 19 avril 2020         |
| 3 (76)  | Un chef dans le noir                   | 暗闇の中でシェフ Mayonaka no Nowāru           | 17 juillet 2020       |
| 4 (77)  | Le dernier repas                       | 最後の食事 Saigo no Bansan                    | 24 juillet 2020       |
| 5 (78)  | La bataille de la supérette            | ミニマ一ケツ卜の戦い Konbini Rantō            | 31 juillet 2020       |
| 6 (79)  | Noël en plein été                      | 真夏のクリスマス Manatsu no Kurisumasu        | 7 août 2020           |
| 7 (80)  | Couteaux croisés                       | 交差する刃 Kurosu Naifu                       | 14 août 2020          |
| 8 (81)  | Une demi-lune ébréchée                 | 失われた月の半分 Ushinawareta Tsuki no Hanbun | 21 août 2020          |
| 9 (82)  | Le désespoir du palais divin           | 神の舌の絶望 Kami no Shita no Zetsubō         | 28 août 2020          |
| 10 (83) | Surpasser le père                      | 親父越え Oyaji Goe                            | 4 septembre 2020      |
| 11 (84) | Le goût de l'échec                     | 失敗の味 Shippai no Aji                       | 11 septembre 2020     |
| 12 (85) | Des Joyaux Prodigieux                  | 極上の石たち Gokujō no Ishitachi              | 18 septembre 2020     |
| 13 (86) | Food Wars                              | 食戟のソーマ Shokugeki no Sōma                | 25 septembre 2020     |

## Produits dérivés

### Publications
Une série de light novels écrite par Michiko Itō et illustrée par Shun Saeki, Shokugeki no Sōma ～a la carte～ (食戟のソーマ ～a la carte～), est publiée au Japon depuis le 4 février 2014, et trois tomes sont sortis au 3 avril 2015.
Une série dérivée mettant en scène les aventures de Kojiro Shinomiya, intitulée Food Wars: L'étoile, est écrite par Michiko Itō et dessinée par Mitsuyuki Sakuma et est publiée sur le site Shōnen Jump Plus du 20 février 2015 au 21 juin 2019,. Le premier volume relié est publié le 4 août 2015. La version française est publiée par Delcourt Tonkam depuis septembre 2016.

### Jeu vidéo
Un jeu Nintendo 3DS intitulé Shokugeki no Sōma: Yūjō to kizuna no hitosara est sorti le 17 décembre 2015 au Japon.

## Accueil

### Ventes
Début août 2015, le tirage total de la série s'élève à plus de 7,7 millions d'exemplaires. En mars 2020, celui-ci s'élève à 20 millions d'exemplaires.